# Shunde

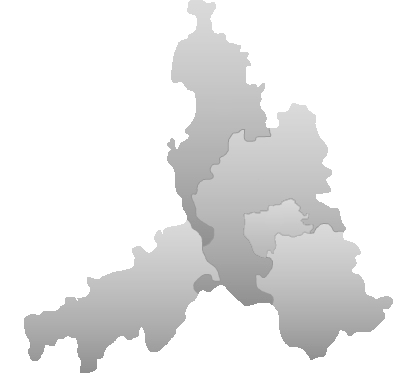
Lage des Stadtbezirks Shunde im Gebiet der bezirksfreien Stadt Foshan

Shunde (chinesisch 順德區 / 顺德区, Pinyin Shùndé qū) ist ein Stadtbezirk der Stadt Foshan in der chinesischen Provinz Guangdong. Äußerlich wirkt Shunde wie eine eigenständige Stadt, da zwischen dem Zentrum von Shunde und dem Zentrum von Chancheng, das gleichzeitig Zentrum Foshans ist, auch weitläufige ländliche Gebiete liegen.

## Geografie

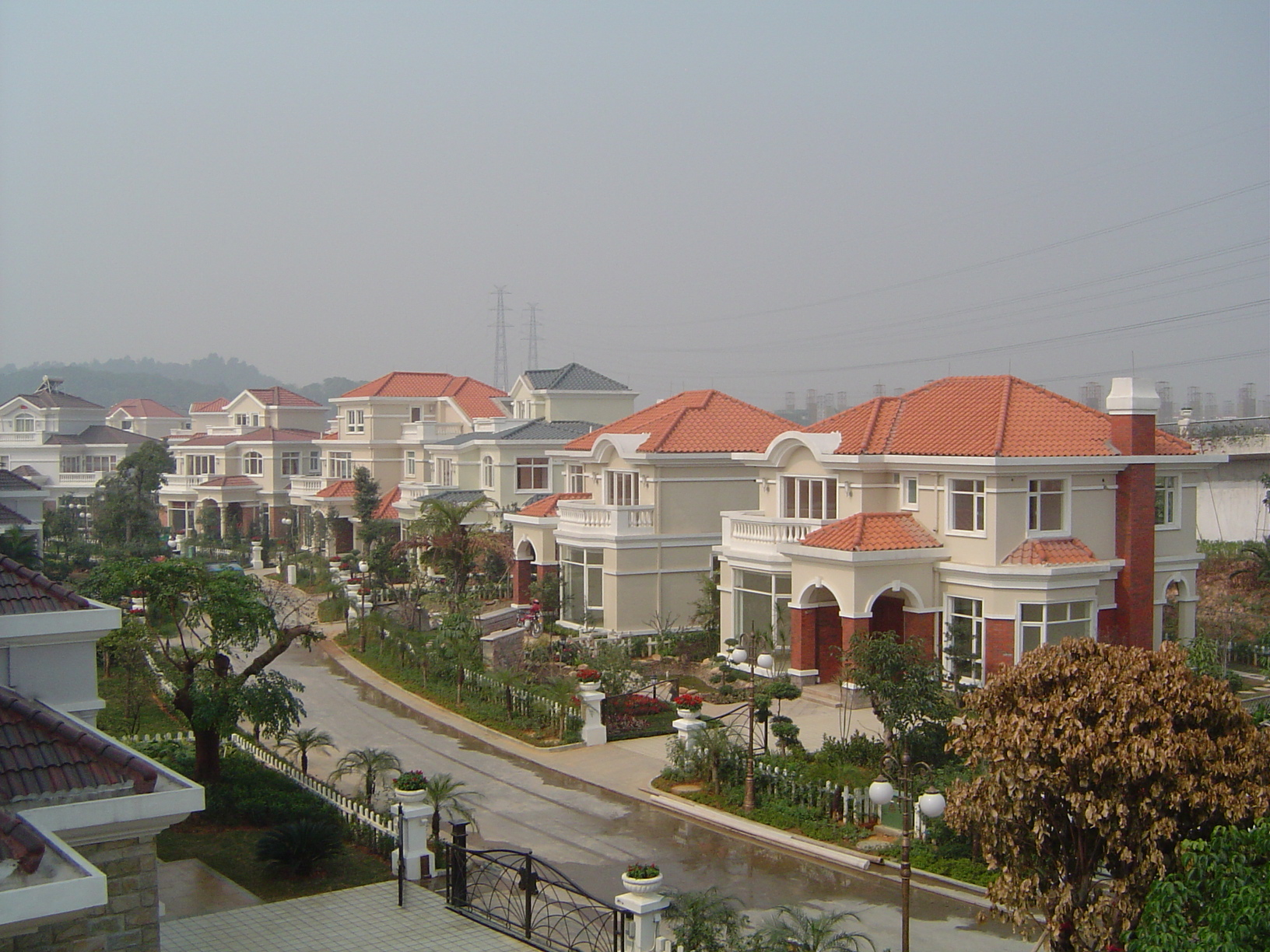
Wohngebiet

Shunde liegt im Süden der bezirksfreien Stadt Foshan und grenzt im Norden an den Stadtbezirk Chancheng. Die Fläche beträgt 806,5 Quadratkilometer.
Das Klima in Shunde ist subtropisch und die Durchschnittstemperaturen liegen zwischen 13,1 °C im Januar und 28,7 °C im Juli. Mit einer Niederschlagsmenge von 1649,9 mm gehört es zu den trockeneren Gebieten Guangdongs.

## Bevölkerung
In Shunde leben 3.229.090 Menschen (Stand: Zensus 2020). Es ist der Heimatort vieler im Ausland lebender Chinesen.

### Ethnische Gliederung der Bevölkerung Shundes (2000)
Beim Zensus im Jahre 2000 hatte Shunde 1.694.152 Einwohner.
| Name des Volkes                    | Einwohner | Anteil  |
| ---------------------------------- | --------- | ------- |
| Han                                | 1.661.262 | 98,06 % |
| Zhuang                             | 18.759    | 1,11 %  |
| Tujia                              | 3.700     | 0,22 %  |
| Miao                               | 2.444     | 0,14 %  |
| Yao                                | 2.431     | 0,14 %  |
| Bouyei                             | 1.796     | 0,11 %  |
| Dong                               | 797       | 0,05 %  |
| Mongolen                           | 477       | 0,03 %  |
| Bai                                | 387       | 0,02 %  |
| Hui                                | 313       | 0,02 %  |
| Mandschu                           | 223       | 0,01 %  |
| Yi                                 | 201       | 0,01 %  |
| She                                | 200       | 0,01 %  |
| Tibeter                            | 196       | 0,01 %  |
| Koreaner                           | 183       | 0,01 %  |
| ethnisch noch nicht klassifizierte | 169       | 0,01 %  |
| Sonstige                           | 614       | 0,04 %  |

## Wirtschaft
Das BIP beträgt 43,73 Mrd. RMB (2002). Shunde ist damit eine der reichsten Verwaltungseinheiten auf Kreisebene in Guangdong und zählt (zusammen mit Nanhai, Dongguan und Zhongshan) zu den sogenannten vier kleinen Drachen Guangdongs.
Seit dem Beginn der Reformen in China entwickelte sich die Wirtschaft – vor allem die elektronische Industrie – in Shunde rasant. Einige größere chinesische Unternehmen wie Rongsheng, Midea (美的 Meidi) und Kelong haben hier ihren Sitz. Shunde ist das wichtigste Zentrum des Möbelhandels in China.

## Verwaltungsgliederung
Die ehemalige kreisfreie Stadt Shunde wurde am 8. Dezember 2002 aufgelöst und in den Stadtbezirk Shunde umgewandelt. Er besteht aus vier Straßenvierteln und sechs Großgemeinden:
- Straßenviertel Daliang (大良街道);
- Straßenviertel Leliu (勒流街道);
- Straßenviertel Lunjiao (伦教街道);
- Straßenviertel Ronggui (容桂街道);
- Großgemeinde Chencun (陈村镇);
- Großgemeinde Jun’an (均安镇);
- Großgemeinde Xingtan (杏坛镇);
- Großgemeinde Longjiang (龙江镇);
- Großgemeinde Lecong (乐从镇);
- Großgemeinde Beijiao (北滘镇).

## Sehenswürdigkeiten
Sehenswert ist vor allem der Qinghui-Garten (清暉園). Daneben gibt es mehrere Tempel und weitere Gärten und Parks. In einem davon steht das größte Pailou der Welt.

## Söhne und Töchter
- Cheng Yu-tung (1925–2016), chinesischer Unternehmer
- He Xiangjian (* 1964), Unternehmer